# Autoroute A24 (Grèce)
Pour les articles homonymes, voir A24 (homonymie) et Autoroute A24.
L'autoroute A24 (en grec moderne : Αυτοκινητόδρομος 24, Aftokinitódromos 24) est une voie rapide  reliant Thessalonique à Néa Moudaniá dans le nord de la Grèce. 

## Situation
Anciennement, l'autoroute A24 était nommée route nationale 67.
L'autoroute reliait autrefois Thessalonique à une grande partie de la péninsule et de la préfecture de Chalcidique, en particulier aux péninsules de Sithonie et de Kassandra. 
Le tronçon au sud de l'aéroport de Thessalonique est devenue une partie de l'autoroute 25. 
Le nom de route nationale 67 a ensuite été réattribué à une courte section de l'autoroute A242 (el) desservant l'aéroport de Thessalonique.

## Tracé
| Km    | Agglomérations lieux | Carte interactive |
| ----- | -------------------- | ----------------- |
| 0 km  | Thessalonique        |                   |
|       | Aéroport             |                   |
| 12 km | Panórama             |                   |
| 29 km | Thérmi               |                   |
|       | Míkra                |                   |
|       | Epanomí              |                   |
| 44 km | Kallikrátia          |                   |
| 63 km | Néa Moudaniá         |                   |
| 72 km | Kassándra            |                   |

## Galerie

La A24 près de Voúlgari.
La A24 près de l'aéroport.
La A24 près de Néa Moudaniá.